# Et demain, le monde entier
Pour plus de détails, voir Fiche technique et Distribution.
Et demain, le monde entier (Und morgen die ganze Welt) est un film allemand réalisé par Julia von Heinz et sorti en 2020.
Il est présenté en septembre au Festival international du film de Toronto 2020 puis à la Mostra de Venise 2020.

## Fiche technique
- Titre original : Und morgen die ganze Welt
- Titre français : Et demain, le monde entier[1]
- Réalisation : Julia von Heinz
- Scénario : John Quester et Julia von Heinz
- Pays d'origine : Allemagne
- Format : Couleurs - 35 mm
- Genre : drame
- Dates de sortie :
  - Canada : 10 septembre 2020 (Festival international du film de Toronto 2020 - TIFF Industry Selects)
  - Italie : 11 septembre 2020 (Mostra de Venise 2020)
  - Allemagne : 29 octobre 2020

## Distribution
- Mala Emde : Luisa
- Noah Saavedra : Alfa
- Tonio Schneider : Lenor
- Andreas Lust : Dietmar
- Frieda Knabe : Fritzi

## Distinction

### Sélection
- Mostra de Venise 2020 : sélection en compétition